# Jasper Hamelink
Jasper Hamelink (Zwolle, 12 januari 1990) is een Nederlandse voormalige  wegwielrenner die laatstelijk voor Metec-TKH Continental Cyclingteam p/b Mantel uitkwam. Voordat hij zich in 2008 richtte op het wielrennen deed hij aan wedstrijdzwemmen. In 2010 en 2011 werd hij tweede in het nationale kampioenschap tijdrijden voor beloften, een jaar later vijfde op het wereldkampioenschap in diezelfde categorie. In 2012 liep hij stage bij Vacansoleil-DCM Pro Cycling Team.

## Overwinningen
2011
3e etappe Ronde van Berlijn
2014
2e etappe Olympia's Tour (ploegentijdrit)
2016
Bergklassement Ronde van Loir-et-Cher
2e etappe Koers van de Olympische Solidariteit

## Ploegen
- 2011 –  Cyclingteam Jo Piels
- 2012 –  Cyclingteam Jo Piels
- 2012 –  Vacansoleil-DCM Pro Cycling Team (stagiair vanaf 1 augustus)
- 2013 –  Cyclingteam Jo Piels
- 2014 –  Cyclingteam Jo Piels
- 2015 –  Metec-TKH Continental Cyclingteam p/b Mantel
- 2016 –  Metec TKH Continental Cyclingteam p/b Mantel
- 2017 –  Metec-TKH Continental Cyclingteam p/b Mantel
- 2018 –  Metec-TKH Continental Cyclingteam p/b Mantel

Wielerploegen van Jasper Hamelink
Boeckmans ·
Carrara · 
De Gendt · 
Denifl ·
Devolder · 
Feillu · 
Hoogerland ·
van Hummel ·
Keizer ·
Lagoetin ·
Larsson · 
Leukemans ·
Ligthart ·
Lindeman ·
Marcato ·
Marczyński ·
Markus ·
Mol · 
Morajko · 
Mortensen ·
Novikov ·
Pavarin ·
Poels ·
Ruijgh ·
Selvaggi · 
Valls · 
Van Impe ·
Veuchelen · 
Westra ·
Hamelink (stagiair) ·
Kreder (stagiair) · 
Lammertink (stagiair) · 
Wauters (stagiair)
Ariesen · van Bakel · van den Berg · Bouwmans · Dekker · Eising · Gmelich Meijling · Hamelink · van der Horst · de Kleijn · Krul · de Laat · de Lange · Lindenburg · Nieuwpoort · van der Tuuk